# Lodderena
Lodderena là một chi ốc biển nhỏ, là động vật thân mềm chân bụng sống ở biển trong họ Skeneidae.

## Các loài
Các loài trong chi Lodderena gồm có:
- Lodderena catenoides
- Lodderena formosa Powell, 1930
- Lodderena janetmayae
- Lodderena minima
- Lodderena nana Powell, 1930
  - Subspecies Lodderena nana pooki Fleming, 1948
- Lodderena ornatus